# Округ Клинтон (Ајова)
Округ Клинтон (енгл. Clinton County) је округ у америчкој савезној држави Ајова.

## Демографија
По попису из 2010. године број становника је 49.116, што је 1.033 (-2,1%) становника мање 2000. године.
| Група             | 2000.          | 2010.          |
| Белци             | 47.722 (95,2%) | 45.454 (92,5%) |
| Афроамериканци    | 946 (1,9%)     | 1.291 (2,6%)   |
| Азијати           | 283 (0,6%)     | 280 (0,6%)     |
| Хиспаноамериканци | 627 (1,3%)     | 1.243 (2,5%)   |
| Укупно            | 50.149         | 49.116         |